# Pachycara bulbiceps
Pachycara bulbiceps es una especie de pez de la familia de los Zoarcidae en el orden de los perciformes.

## Morfología
Los machos pueden llegar a alcanzar los 51,5 cm de longitud total.

## Hábitat
Es un pez de mar y de aguas profundas que vive entre 2.400-4.780 m de profundidad.

## Distribución geográfica
Se encuentra en el Canadá (la Columbia Británica)

## Observaciones
Es inofensivo para los humanos. 